# Sepulveda Boulevard
Sepulveda Boulevard – ulica w hrabstwie Los Angeles biegnąca z północy na południe. Biegnie od San Fernando Valley do Long Beach. Długość – ok. 69 km (42,8 mili). Jest to najdłuższa ulica w mieście i hrabstwie. Przebiega pod pasami startowymi Międzynarodowego Portu Lotniczego Los Angeles (LAX). Nazwa ulicy pochodzi od nazwiska rodziny hiszpańskiego pochodzenia prominentnej w pierwszych latach istnienia Los Angeles.

## Przypisy

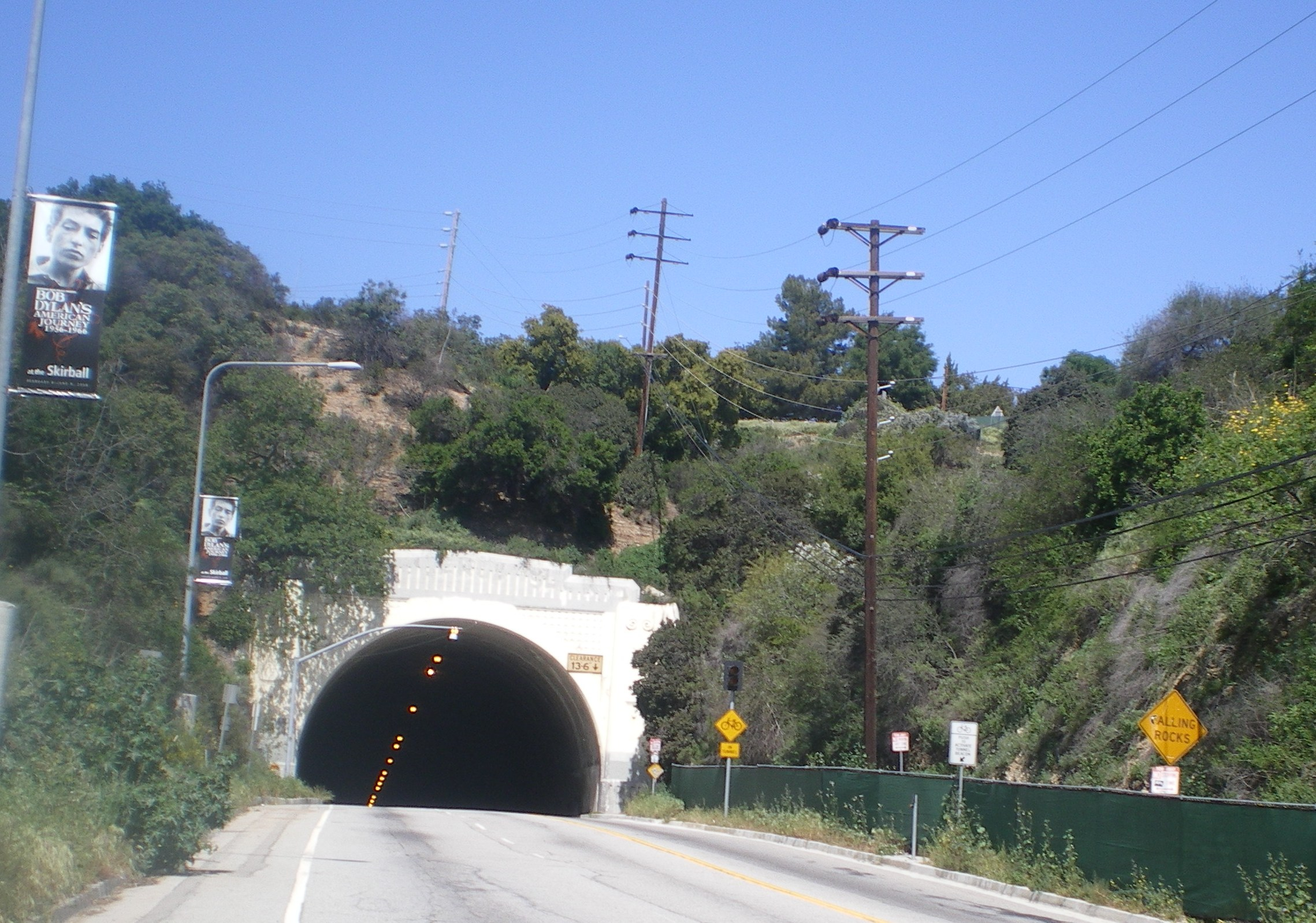
Tunel na Sepulveda Boulevard